# 1984年サラエボオリンピックの日本選手団
1984年サラエボオリンピックの日本選手団（1984ねんサラエボオリンピックのにほんせんしゅだん）は、1984年2月8日から2月19日までユーゴスラビア（現ボスニア・ヘルツェゴビナ）のサラエヴォで行われた1984年サラエボオリンピックの日本選手団各選手の試合結果。選手名及び所属は1984年当時のもの。

## 概要
- 人員：69人（選手39人、役員30人）
主将：出口弘之（バイアスロン）
旗手：高橋忠之（フィギュアスケート）
- 結団式：1月30日（岸記念体育会館）
- 解団式：2月23日

## メダル獲得者

### 銀メダル
- 北沢欣浩（スピードスケート男子500m）

## スキー
監督：落合力松

コーチ：中村圭彦

コーチ：大杖正彦

コーチ：谷口明見

コーチ：笠谷幸生

コーチ：古川年正

コーチ：岸本光夫

コーチ：高橋高吉

### アルペンスキー
- 海和俊宏（三井物産スポーツ用品販売）
  - 男子回転：12位（1分43秒87）
  - 男子大回転：26位（2分49秒97）
- 岩谷高峰（三井物産スポーツ用品販売）
  - 男子回転：途中棄権
  - 男子大回転：25位（2分49秒69）
- 児玉修（小賀坂スキー製作所）
  - 男子回転：途中棄権
  - 男子大回転：27位（2分50秒21）
- 千葉信哉（デサント）
  - 男子滑降：28位（1分49秒02）
  - 男子大回転：30位（2分53秒18）

### クロスカントリー
- 佐々木一成（専修大学）
  - 男子15km：47位（46分04秒8）
  - 男子50km：途中棄権
- 佐藤智（日本大学）
  - 男子15km：50位（46分25秒5）
  - 男子50km：47位（2時間39分43秒1）
- 山田秀明（三井物産スポーツ用品販売）
  - 男子15km：43位（45分42秒3）
- 中沢祐政（弘前市体育協会）
  - 男子15km：56位（46分38秒6）
- 佐々木一成・佐藤智・中沢祐政・山田秀明
  - 男子4×10kmリレー：13位（2時間06分42秒50）

### スキージャンプ
- 松橋暁（たくぎん）
  - 70m級：34位（177.2）
  - 90m級：20位（176.8）
- 長岡勝（日本大学）
  - 70m級：22位（187.8）
  - 90m級：43位（138.8）
- 嶋宏大（地崎工業）
  - 70m級：45位（161.0）
  - 90m級：51位（95.9）
- 八木弘和（たくぎん）
  - 70m級：55位（133.2）
  - 90m級：19位（179.8）

### ノルディック複合
- 丸山寿明（北野建設）
  - 個人：21位（373.465）
- 田中隆博（明治大学）
  - 個人：20位（378.175）

## スケート

### スピードスケート
監督：星野仁

コーチ：鈴木正樹

コーチ：前嶋孝
- 黒岩彰（専修大学）
  - 男子1000m：9位（1分17秒49）
  - 男子500m：10位（38秒70）
- 今村俊明（日本大学）
  - 男子10000m：23位（15分23秒37）
  - 男子5000m：26位（7分38秒17）
- 篠原雅人（王子製紙）
  - 男子10000m：26位（15分31秒70）
  - 男子5000m：24位（7分37秒94）
- 浜谷公宏（専修大学）
  - 男子1000m：17位（1分18秒74）
  - 男子1500m：29位（2分03秒70）
- 北沢欣浩（法政大学）
  - 男子1000m：31位（1分19秒95）
  - 男子500m：2位・銀メダル獲得（38秒30）
- 鈴木靖（三協精機）
  - 男子500m：12位（38秒92）
- 橋本聖子（富士急）
  - 女子1000m：12位（1分26秒69）
  - 女子1500m：15位（2分12秒56）
  - 女子3000m：19位（4分53秒38）
  - 女子500m：11位（42秒99）
- 小沢洋美（三協精機）
  - 女子1000m：27位（1分29秒20）
  - 女子500m：16位（43秒46）
- 房野抄子（駒澤大学附属苫小牧高校）
  - 女子1000m：22位（1分28秒19）
  - 女子500m：22位（43秒75）

### フィギュアスケート
監督：土ヶ端竹志

コーチ：杉田秀男

コーチ：藤森美恵子

- 小川勝（プリンスクラブ）
  - 男子シングル：14位
- 加藤雅子（品川高校）
  - 女子シングル：19位
- 佐藤紀子（プリンスクラブ）・高橋忠之（プリンスクラブ）
  - アイスダンス：17位

## バイアスロン
監督：井上博司

コーチ：渋谷幹
- 山瀬功（陸上自衛隊）
  - 男子10km：47位（35分57秒0）
  - 男子20km：42位（1時間25分09秒6）
- 村瀬義信（陸上自衛隊）
  - 男子10km：43位（35分35秒9）
  - 男子20km：38位（1時間23分39秒1）
- 木下正市（陸上自衛隊）
  - 男子10km：30位（34分12秒2）
  - 男子20km：39位（1時間23分49秒8）
- 木下正市・出口弘之（陸上自衛隊）・村瀬義信・山瀬功
  - 男子4×7.5kmリレー：15位（1時間51分43秒10）

## ボブスレー
監督：佐藤力夫

コーチ兼選手：鈴木省三
- 岡地洋（陸上自衛隊）・夜久雄爾（仙台大学）
  - 2人乗り：20位（3分32秒96）
- 菅原聡（仙台大学）・船山雄次（日本製鋼所）
  - 2人乗り：27位（3分36秒13）
- 岡地洋・菅原聡・船山雄次・夜久雄爾
  - 4人乗り：24位（3分28秒75）
- 鈴木省三
  - 出場せず

## リュージュ
監督：長島邦夫

コーチ：佐藤英利
- 高木孝（北海学園大学）
  - 男子1人乗り20位（3分11秒135）
- 平川司（北見工業大学）
  - 男子1人乗り24位（3分11秒764）
- 高木孝・平川司
  - 男子2人乗り12位（1分26秒027）
- 小清水仁美（富士ハイヤー）
  - 女子1人乗り18位（2分54秒376）
- 加藤由美子（北星学園女子高校）
  - 女子1人乗り：失格

## 視察員
アイスホッケー：小野悳

## 本部役員
団長：竹田恒徳

副団長：山田正彦

総務・渉外：佐野雅之

競技：清野市治

庶務・会計・広報：森本哲夫

本部員：高橋勝馬

本部員：金古正

ドクター：中嶋寛之

マッサージャー：松崎淑雄